# Londonutställningen 1851

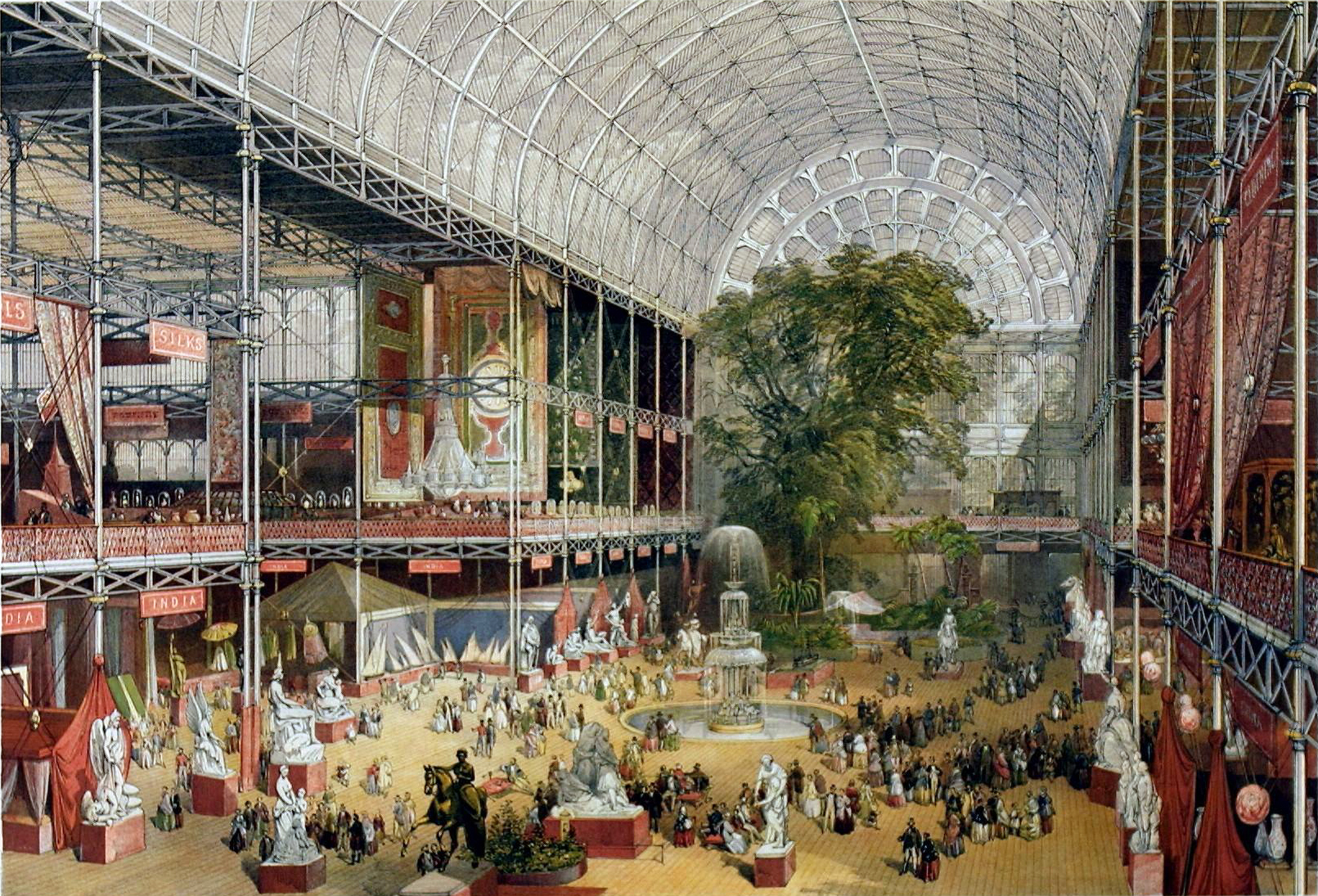
Illustration av interiören av Crystal Palace under världsutställningen

Londonutställningen 1851, eller The Great Exhibition of works of Industry of All Nations som den officiellt hette (förkortat The Great Exhibition), var världens första världsutställning som slog upp sina portar den 1 maj 1851 i den för utställningen nybyggda Crystal Palace i Hyde Park i London. Utställningen öppnades av Drottning Victoria och omfattade cirka 14 000 utställare från 94 länder från Storbritannien och dess kolonier, Europa och USA. Utställningen pågick i sex månader och besöktes av över 6 miljoner personer. Utställningen blev det stora genombrottet för det moderna expomediet.

## Historik

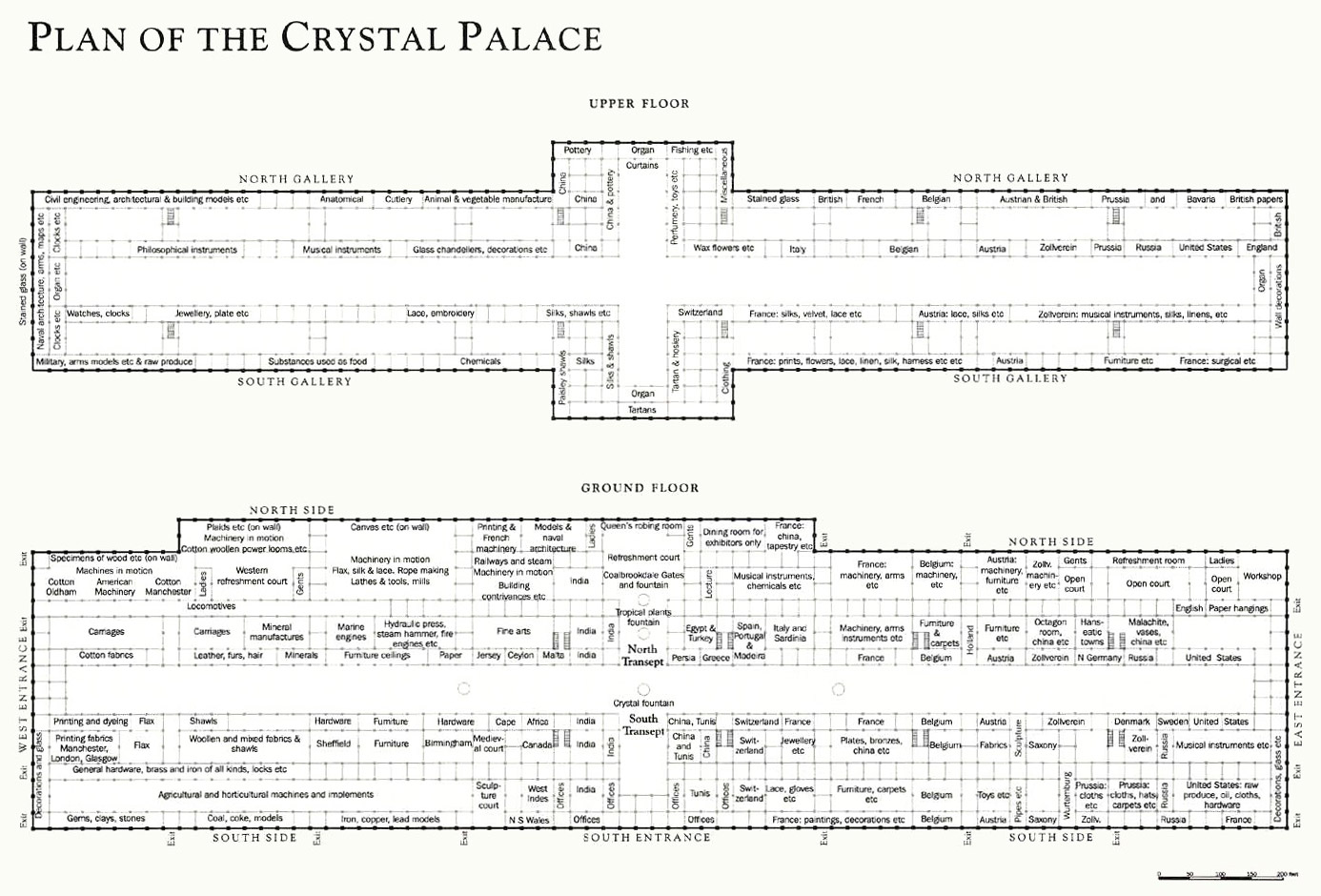
Arkitektritning av utställningsytan.

Joseph Paxton var designern bakom Crystal Palace. En anledning till att det fick det speciella utseendet kan vara att han hade arbetat som trädgårdsmästare innan han började med arkitektur. Andra arkitekter och ingenjörer var mycket skeptiska till konstruktionen, men han fick kontakt med Charles Fox, från Fox, Henderson & Co, som både beräknade hållfasthet och byggde det.
För att kunna finansiera utställningen hade en kunglig kommitté tillsatts under ledning av Prins Albert, med statliga ekonomiska garantier. Utställningshallen byggdes med för sin tid enorma mått i helt ny teknik. På en yta av 564 x 124 meter byggdes på rekordtid, i glas och gjutjärn, en 20 meter hög utställningshall med samma teknik som man byggt växthus. Den fick namnet Kristallpalatset (på engelska Crystal Palace) efter sina 270 000 glasskivor. Som mest rymde den 93 000 besökare. Kristallpalatset blev en sinnebild för den moderna tiden som återkom i romaner och blev kopierad över hela Europa.
Målgruppen för utställningen var den uppåtsträvande medelklassen och tilltänkta besökare främst de mer välbärgade. Men andra och fattigare besökare kom också, särskilt dagar med extra lågt inträde. De varor som ställdes ut var moderna och exklusiva, uppdelade i avdelningar för maskiner, fabriksvaror, råvaror och konsthantverk som alla länder måste bidra med. Till hälften upptogs utställningen av England och dess kolonier och resten upptogs av andra länder. Antalet utställare var mycket stort och konkurrensen stor om att få utrymme, till exempel hade Frankrike 1 760 utställare. Sammanlagt ställde 13 937 olika företag ut sina varor. Efter utställningen fick byggnaden inte vara kvar i Hyde park utan skulle rivas, till Londonbornas förtret. Räddningen kom med sex välbärgade Londonbor som köpte byggnaden av Fox Hendersson och flyttade den till Sydenham Hill.
Efter flytten till Sydenham, som blev klar 1854, byggde man till palatset med bland annat två 86 meter höga vattentorn som skulle förse de många och stora fontänerna med vatten. De största fontänerna påstås ha haft upp till 20 meter hög vattenstråle. Drifttiden för alla fontäner samtidigt var endast 5 minuter, sedan måste vattentornen fyllas på. Crystal Palace brann ned 1936. Det enda man behöll efter branden var den ena av de tre vattendammarna som blev hemmaarena till fotbollslaget Crystal Palace.

## Sveriges deltagande
Också Sverige var representerat, i en ganska blygsam skala men fick beröm för sina järnprodukter. Fredrika Bremer som besökte utställningen skrev om den svensk-norska avdelningen:
| ”                 | ... tillresta svenskar förskräcktes och skämdes svårliga och höll sig i galleriet så långt som möjligt från den svenska avdelningen, på det att ingen måtte där kalla på dem och fråga: – Är detta allt som ni har att visa? | „ |
| – Fredrika Bremer | |   |

Samtidigt pågick en utställning i Stockholm och några utvalda, prisbelönta föremål därifrån skeppades i all hast över till London mot utställningens slut, för att rädda anseendet.

## En startpunkt
- Bland utställarna var tyska koncernen Kruppkoncernen som fick stor internationell uppmärksamhet vilket blev upptakten till deras stora expansion som metallindustri och vapentillverkare.
- Strävan att i utställningsmontrarna ha en nationell identitet blev efter London 1851 ett centralt inslag i varje internationell utställning.
- Massturism fick ett uppsving. Den unga resebyrån Thomas Cook kunde arrangera resor för 165 000 personer till utställningen. Mängder av sidoarrangemang med kulturföreställningar ordnades.
- Kristallpalatset blev så populärt att det plockades ner och sattes upp igen i Sydenham där det blev centrum för en nöjespark.
- Seglingstävlingen America's Cup fick sin början i anslutning till utställningen.
- Överskottet efter arrangemanget blev så stort att det blev grundplåt för tre nya stora museer, Victoria and Albert Museum, Science Museum och Natural History Museum som alla byggdes i samma område söder om utställningen intill Imperial Institute.

## Protester
Utställningen orsakade också protester. Stora almar skulle huggas ner för att ge utrymme åt Kristallpalatset. Opinionen blidkades genom att byggnaden blev så stor att ett träd kunde bli stående kvar inne i glashuset. Konservativa var rädda för att det skulle komma så många besökare att de förvandlades till en revolutionär mobb men blev inte sannspådda. Karl Marx såg utställningen som ett emblem för den kapitalistiska varufetischismen och blev mer sannspådd. Kristallpalatset blev en symbol för den viktorianska eran. Men framförallt blev utställningen startskottet för den moderna tidens upplevelseindustri.